# Моравци (Љиг)
Моравци су насеље у Србији у општини Љиг у Колубарском округу. Према попису из 2022. било је 495 становника.
Овде се налази Манастир Моравци. У селу постоји Удружење пољопривредника Бразда.

## Демографија
У насељу Моравци живи 531 пунолетни становник, а просечна старост становништва износи 41,3 година (40,1 код мушкараца и 42,6 код жена). У насељу има 170 домаћинстава, а просечан број чланова по домаћинству је 3,91.
Ово насеље је великим делом насељено Србима (према попису из 2002. године), а у последња три пописа, примећен је пад у броју становника.
|  |

| Демографија | Демографија | Демографија |
| Година      | Становника  | Становника  |
| ----------- | ----------- | ----------- |
| 1948.       | 851         |             |
| 1953.       | 910         |             |
| 1961.       | 873         |             |
| 1971.       | 807         |             |
| 1981.       | 735         |             |
| 1991.       | 707         | 678         |
| 2002.       | 665         | 676         |

| Етнички састав према попису из 2002.‍ | Етнички састав према попису из 2002.‍ | Етнички састав према попису из 2002.‍ | Етнички састав према попису из 2002.‍ | Етнички састав према попису из 2002.‍ |
| ------------------------------------ | ------------------------------------ | ------------------------------------ | ------------------------------------ | ------------------------------------ |
|                                      |                                      |                                      |                                      |                                      |
| Срби                                 | Срби                                 |                                      | 653                                  | 98,19%                               |
| Роми                                 | Роми                                 |                                      | 9                                    | 1,35%                                |
| Црногорци                            | Црногорци                            |                                      | 2                                    | 0,30%                                |
| непознато                            | непознато                            |                                      | 1                                    | 0,15%                                |

| Година пописа     | 1948. | 1953. | 1961. | 1971. | 1981. | 1991. | 2002. |
| ----------------- | ----- | ----- | ----- | ----- | ----- | ----- | ----- |
| Број домаћинстава | 160   | 173   | 186   | 186   | 182   | 180   | 170   |

| Број чланова      | 1  | 2  | 3  | 4  | 5  | 6  | 7  | 8 | 9 | 10 и више | Просек |
| ----------------- | -- | -- | -- | -- | -- | -- | -- | - | - | --------- | ------ |
| Број домаћинстава | 26 | 36 | 18 | 17 | 23 | 31 | 14 | 2 | 1 | 2         | 3,91   |

| Пол    | Укупно | Неожењен/Неудата | Ожењен/Удата | Удовац/Удовица | Разведен/Разведена | Непознато |
| ------ | ------ | ---------------- | ------------ | -------------- | ------------------ | --------- |
| Мушки  | 272    | 68               | 181          | 17             | 6                  | 0         |
| Женски | 277    | 37               | 178          | 53             | 8                  | 1         |
| УКУПНО | 549    | 105              | 359          | 70             | 14                 | 1         |

| Пол    | Укупно                    | Пољопривреда, лов и шумарство | Рибарство                            | Вађење руде и камена | Прерађивачка индустрија       |
| ------ | ------------------------- | ----------------------------- | ------------------------------------ | -------------------- | ----------------------------- |
| Мушки  | 203                       | 129                           | 0                                    | 11                   | 15                            |
| Женски | 171                       | 144                           | 0                                    | 1                    | 4                             |
| УКУПНО | 374                       | 273                           | 0                                    | 12                   | 19                            |
| Пол    | Производња и снабдевање   | Грађевинарство                | Трговина                             | Хотели и ресторани   | Саобраћај, складиштење и везе |
| Мушки  | 2                         | 8                             | 6                                    | 3                    | 22                            |
| Женски | 0                         | 0                             | 7                                    | 3                    | 0                             |
| УКУПНО | 2                         | 8                             | 13                                   | 6                    | 22                            |
| Пол    | Финансијско посредовање   | Некретнине                    | Државна управа и одбрана             | Образовање           | Здравствени и социјални рад   |
| Мушки  | 0                         | 1                             | 0                                    | 1                    | 1                             |
| Женски | 0                         | 3                             | 2                                    | 3                    | 3                             |
| УКУПНО | 0                         | 4                             | 2                                    | 4                    | 4                             |
| Пол    | Остале услужне активности | Приватна домаћинства          | Екстериторијалне организације и тела | Непознато            | Непознато                     |
| Мушки  | 0                         | 0                             | 0                                    | 4                    | 4                             |
| Женски | 0                         | 0                             | 0                                    | 1                    | 1                             |
| УКУПНО | 0                         | 0                             | 0                                    | 5                    | 5                             |